# فرانسوا بایرو
فرانسوا رنه ژان لوسین بایرو (زاده ۲۵ مه ۱۹۵۱) سیاستمدار فرانسوی است که از دسامبر ۲۰۲۴ به عنوان نخست‌وزیر فرانسه فعالیت می‌کند. او از سال ۲۰۰۴ ریاست حزب دموکرات اروپا (EDP) و از سال ۲۰۰۷ ریاست جنبش دموکرات (MoDem) را بر عهده داشته است. او که میانه‌گرا نیز هست، در سال‌های ۲۰۰۲، ۲۰۰۷ و ۲۰۱۲ نامزد انتخابات ریاست‌جمهوری شد. وی نیز از سال ۱۹۹۳ تا ۱۹۹۷ وزیر آموزش ملی فرانسه، از مه تا ژوئن ۲۰۱۷ وزیر دادگستری فرانسه و از ۱۹۹۸ تا ۲۰۰۷ رهبر حزب اتحاد برای دموکراسی فرانسه بوده است.